# پنگوئن صخره‌پر شمالی
پنگوئن صخره‌پر شمالی (نام علمی: Eudyptes c. moseleyi) گونه‌ای پنگوئن و یکی از زیرگونه‌های پنگوئن‌های صخره‌پر است. ثابت شده‌است که این پنگوئن‌ها از ایودیپتس صخره‌پر هستند.